# كوجين كاراتاني
كوجين كاراتاني (باليابانيه : 柄谷 行人 بالانجليزيه : Karatani Kōjin، ولد في 6 اغسطس- 1941, اماغاساكي) وهو فيلسوف ياباني وناقد ادبي.

## سيرتة الذاتية
تلقى كاراتاني تعليمه في جامعة طوكيو، حيث حصل على درجة البكالوريس في الاقتصاد والماجستير في الأدب الإنجليزي. حصل على جائزة Gunzō الأدبية، في عمر 27 عامًا لمقاله عن ناتسومي سوسيكي Sōseki ، والتي كانت أول عمل نقدي اشيد به له كناقد أدبي. أثناء التدريس في جامعة هوسي، طوكيو، كتب على نطاق واسع عن الحداثة وما بعد الحداثة مع التركيز بشكل خاص على اللغة والأرقام والمال، وهي مفاهيم تشكل العنوان الفرعي لأحد كتبه المركزية: الهندسة المعمارية كاستعارة . [بحاجة لمصدر]
في عام 1975، تمت دعوته إلى جامعة ييل لتعليم الأدب الياباني كأستاذ زائر، حيث التقى بول دي مان وفريدريك جيمسون وبدأ العمل على الشكليات. بدأ من دراسة ناتسومي سوسيكي.
 تعاون كاراتاني مع الروائي كينجي ناكاجامي، الذي قدم له أعمال فولكنر. مع ناكاجامي، نشر كتاب كوباياشي Hideo o koete (التغلب على كوباياشي هيديو). العنوان هو إشارة ساخرة إلى "Kindai no chokoku" (التغلب على الحداثة)، عقدت ندوة في صيف عام 1942 في جامعة كيوتو الإمبراطورية (الآن جامعة كيوتو) حيث كان هيديو كوباياشي (الذي لم يكن له كاراتاني وناكاجامي تقديرًا كبيرًا) أحد المشاركين فيها. [بحاجة لمصدر]
كان أيضًا عضوًا منتظمًا في ANY ، المؤتمر الدولي للمهندسين المعماريين الذي عُقد سنويًا على مدار العقد الأخير من القرن العشرين والذي نشر أيضًا سلسلة معمارية / فلسفية مع ريزولي تحت العنوان العام لأي شخص . [بحاجة لمصدر]
منذ عام 1990، كان كاراتاني يدرّس بانتظام في جامعة كولومبيا كأستاذ زائر. [بحاجة لمصدر]
أسس كاراتاني الحركة الاشتراكيه الجديدة (NAM) في اليابان في صيف عام 2000. والتي تم اعتبارها حركة مضادة للرأسمالية / القومية، مستوحاة من تجربة LETS (أنظمة تداول البورصة المحلية، القائمة على العملات غير المسوقة). وكان أيضًا محررًا مشاركًا، مع أكيرا أسادا، للمجلة الفصلية اليابانية Hihyōkūkan (الفضاء الحرج)، حتى انتهت في عام 2002.
في عام 2006، تقاعد كاراتاني من منصب رئيس المركز الدولي للعلوم الإنسانية في جامعة كينكي، أوساكا، حيث درّس فيها.

## فلسفته
أنتج كاراتاني مفاهيم فلسفية، مثل «إرادة العمارة»، والتي كان يسميها أساس كل التفكير الغربي،  ولكن أشهرها على الأرجح مفهوم «ترانسكريتيك»، الذي اقترحه في كتابه ترانسكريتيك ، حيث قرأ كانت من خلال ماركس وبالعكسح. بالكتابة عن ترانسكريتيك في المراجعة اليساريه الجديدة ليناير إلى فبراير من عام 2004، لفت سلافوي جيجيك انتباه نقدي أكبر إلى عمل كاراتاني. استعار جيجك مفهوم «عرض المنظر» (وهو أيضًا عنوان مراجعته) لعنوان كتابه.
استجوب كاراتاني إمكانية تفكيك (دي مانيان) وشارك في حوار مع جاك دريدا في المؤتمر الدولي الثاني للخطاب الإنساني، الذي نظمته جامعة مونتريال. علق دريدا على ورقة كاراتاني «القومية والتنفيذية» مع التركيز على ترجمته مفهومه الخاص عن الفن.

## الفهرس

### باللغة الإنجليزية
- أصول الأدب الياباني الحديث ، مطبعة جامعة ديوك، 1993. ترجمه بريت دي باري
- العمارة كاستعارة اللغة، العدد، Money MIT Press ، 1995. ترجمه سابو كوهسو
- Transcritique: On Kant and Marx ، مطبعة معهد ماساتشوستس للتكنولوجيا، 2003. ترجمه سابو كوهسو
- التاريخ والتكرار ، مطبعة جامعة كولومبيا، 2011. ترجمه Seiji M. Lippit
- هيكل تاريخ العالم: من أنماط الإنتاج إلى أنماط التبادل ، مطبعة جامعة ديوك، 2014. ترجمه مايكل ك. بورداغ
- الأمة والجماليات: عن كانط وفرويد ، مطبعة جامعة أكسفورد، الولايات المتحدة الأمريكية، 2017. ترجمه جوناثان إي. أبيل وهيروكي يوشكوني وداروين هـ. تسين
- Isonomia وأصول الفلسفة ، مطبعة جامعة ديوك، 2017. ترجمه جوزيف أ.مورفي
- ماركس: نحو مركز الإمكانية ، فيرسو، 2020. تم تحريره وترجمته مع مقدمة بقلم جافين والكر

### باللغة اليابانيه
- 畏怖 す る 人間 [ الإنسان في رهبة ] ، Tōjūsha ، 1972
- 意味 と い う 病 [ المعنى كمرض] ، Kawadeshobō ، 1975
- マ ル ク ス そ の 可能性 の [ ماركس: مركز الاحتمالات ] ، كودانشا، 1978
- 日本 近代 文学 の 起源 [ أصول الأدب الياباني الحديث ] ، كودانشا، 1980
- 隠 喩 と し て の 建築 [ العمارة كاستعارة] ، كودانشا، 1983
- 内省 と 遡 行 [ الاستبطان والاسترجاع] ، كودانشا، 1984
- 批評 と ポ ス ト モ ダ [ ما بعد الحداثة والنقد ] ، فوكوتاكي، 1985
- ^ 1 [ الاستفسار الفلسفي 1 ] ، كودانشا، 1986
- 言葉 と 悲劇 [ اللغة والمأساة ] ، Daisanbunmeisha ، 1989
- ^ 2 [ الاستفسار الفلسفي 2 ] ، كودانشا، 1989
- 終 焉 を め ぐ っ て [ On the 'End' ]، Fukutake، 1990
- 漱 石 論 集成 [ مقالات مجمعة عن Sōseki] ، Daisanbunmeisha ، 1992
- ヒ ュ ー モ ア と し て の 唯物論 [ المادية مثل الفكاهة ] ، تشيكوماشوب، 1993
- "戦 前" の 思考 [ أفكار قبل الحرب ] ، بونجيشونجوشا، 1994
- 坂口 安 吾 と 中 上 健 [ Sakaguchi Ango and Nakagami Kenji ] ، مطبعة أوهتا، 1996
- ^ 21 [ الأخلاق 21 ] ، هيبونشا، 2000
- 可能 な る コ ミ ュ ニ ズ ム [ شيوعية محتملة ] ، مطبعة أوهتا، 2000
- ト ラ ン ス ク リ テ ィ ー ク ： カ ン ト と マ ル ク ス [ Transcritique: On Kant and Marx ] ، Hihyōkūkansha ، 2001
- 日本 精神 分析 [ التحليل النفسي لليابان أو تحليل الروح اليابانية ] ، بونجيشونجوشا، 2002
- ネ ー シ ョ ン と 美学 [ الأمة وعلم الجمال ] ، إيوانامي شوتين، 2004
- 歴 史 と 反復 [ التاريخ والتكرار] ، إيوانامي شوتين، 2004
- 近代 文学 の 終 わ り [ نهاية الأدب الحديث ] ، حاشية، 2005
- 思想 は い か に 可能 か [ كيف يمكن إنشاء الأفكار ] ، Inscript ، 2005
- 世界 共和国 へ [ نحو الجمهورية العالمية ] ، إيوانامي شوتين، 2006
- 日本 精神 分析 [ التحليل النفسي على اليابان و / أو الروح اليابانية ] ، كودانشا، 2007
- 柄 谷 行人 政治 を 語 る [ محادثات حول السياسة ] ، توسيو شينبون، 2009
- 世界 史 の 構造 [ هيكل تاريخ العالم ] ، إيوانامي شوتين، 2010
- "世界 史 の 構造" を 読 む [ قراءة «هيكل تاريخ العالم» ] ، حاشية، 2011
- 政治 と 思想 1960-2011 [ السياسة والفكر: 1960-2011 ] ، هيبونشا، 2012
- 脱原発とデモ[نزع السلاح النووي والتظاهر]، شيكوما شوبو، 2012
- 哲学 の 起源 [ أصل الفلسفة ] ، إيوانامي شوتين، 2012
- 柳 田 國 男 論 [ On Kunio Yanagita ]، Inscript، 2013
- 遊動 論 ： 柳 田 国 男 [ On Nomadization : شعب كونيو ياناجيتا وسانجين يتجولان فوق الجبال ] ، بونجيشونجوشا، 2014
- 帝国 の 構造 [ هيكل الإمبراطورية ] ، سيتوشا، 2014
- 定本 柄 谷 行人 文学 論 集 [ ندوة حول الأدب ] ، إيوانامي شوتين، 2016
- 憲法 の 無意識 [ اللاوعي لدستور اليابان ] ، إيوانامي شوتين، 2016

## روابط خارجية
- الموقع الرسمي نسخة محفوظة 21 سبتمبر 2020 على موقع واي باك مشين.
- «اليابان كمتحف»[وصلة مكسورة]   من Karatani حول أوكاكورا كاكوزو.